# Eburodacrys pumila
Eburodacrys pumila es una especie de escarabajo longicornio del género Eburodacrys, tribu Eburiini, subfamilia Cerambycinae. Fue descrita científicamente por Monné & Martins en 1992.

## Descripción
Mide 6,5-9,2 milímetros de longitud.

## Distribución
Se distribuye por Bolivia y Brasil.